# Atlanta (Illinois)
Atlanta és una població dels Estats Units a l'estat d'Illinois. Segons el cens del 2000 tenia 1.649 habitants.

## Demografia
Segons el cens del 2000, Atlanta tenia 1.649 habitants, 694 habitatges, i 469 famílies. La densitat de població era de 505 habitants/km².
Dels 694 habitatges en un 30,7% hi vivien nens de menys de 18 anys, en un 56,6% hi vivien parelles casades, en un 8,5% dones solteres, i en un 32,4% no eren unitats familiars. En el 29,3% dels habitatges hi vivien persones soles el 15,3% de les quals corresponia a persones de 65 anys o més que vivien soles. El nombre mitjà de persones vivint en cada habitatge era de 2,38 i el nombre mitjà de persones que vivien en cada família era de 2,93.
Per edats la població es repartia de la següent manera: un 24% tenia menys de 18 anys, un 9,2% entre 18 i 24, un 28,6% entre 25 i 44, un 23,5% de 45 a 60 i un 14,8% 65 anys o més.
L'edat mediana era de 38 anys. Per cada 100 dones de 18 o més anys hi havia 86,9 homes.
La renda mediana per habitatge era de 43.194 $ i la renda mediana per família de 51.157 $. Els homes tenien una renda mediana de 32.891 $ mentre que les dones 25.658 $. La renda per capita de la població era de 20.460 $. Aproximadament el 3,5% de les famílies i el 4,4% de la població estaven per davall del llindar de pobresa.

## Poblacions més properes
El següent diagrama mostra les poblacions més properes.